# Saigon – Der Tod kennt kein Gesetz
Saigon – Der Tod kennt kein Gesetz (Originaltitel: Off Limits) ist ein US-amerikanischer Krimi/Actionfilm aus dem Jahr 1988. Die Regie führte Christopher Crowe, produziert wurde er von Alan Barnette. Die Hauptrollen spielten Willem Dafoe und Gregory Hines.

## Handlung
Saigon, 1968: Die Militärpolizisten Buck McGriff und Albaby Perkins kämpfen in der übervölkerten Metropole auf verlorenem Posten gegen Korruption, Rauschgift und Gewalt. Als sechs vietnamesische Prostituierte einem brutalen Serienmörder zum Opfer fallen, sollen die Cops den Mörder – offenbar einen ranghohen US-Offizier – überführen. Bei den Ermittlungen bekommen sie Hilfe von der französischen Ordensschwester Nicole und von Sergeant Dix. McGriff und Perkins gelingt es, den skrupellosen Täter immer mehr einzukreisen, bis dieser schließlich einen Killer auf sie ansetzt.

## Kritiken
Roger Ebert lobte in der Chicago Sun-Times vom 11. März 1988 die Regie und die Leistungen der Darsteller („‚Off Limits‘ is a well-made movie, well-directed, well-acted“).
Hal Hinson schrieb in der Washington Post vom 15. März 1988, der Film wäre nach dem schwarz-weißen Muster der Polizistenfilme gemacht, das zu dieser Zeit vorherrschen würde. Er schrieb, der Film wäre „Lethal Weapon in Vietnam“, in einer „schäbigen“ („grungy“) Stilistik gemacht. Beide Hauptdarsteller würden ihre Rollen „ohne Begeisterung“ spielen („neither of them manages to bring any excitement to his role“), allerdings Willem Dafoe mit etwas Charisma. Hinson lobte besonders die Darstellung von Scott Glenn und zum Teil jene von Fred Ward.

## Musik
Am Anfang des Films wird das Lied „Pretty Ballerina“ von der Gruppe „The Left Banke“ eingespielt welches im Dez. 1966 als Single auf den Markt kam. (UB 2012)